# Stand Inside Your Love
"Stand Inside Your Love" är en låt av den amerikanska rockgruppen The Smashing Pumpkins, utgiven som den första officiella singeln från albumet Machina/The Machines of God. Singeln gavs ut den 21 februari 2000 på Virgin Records. Den nådde plats 59 i USA och tog sig även in på flera listor runtom Europa samt Australien och Nya Zeeland.
Låten är skriven av bandets frontman Billy Corgan och är en kärlekslåt tillägnad hans dåvarande flickvän Yelena Yemchuk. Yemchuk spelar även huvudrollen i musikvideon till låten, regisserad av den brittiska regissören W.I.Z.. Videon är en hyllning till teaterpjäsen Salomé av Oscar Wilde. I videon ser man också basisten D'arcy Wretzkys ersättare Melissa Auf der Maur.
Corgan har beskrivit Stand Inside Your Love som den enda sanna kärlekslåt han skrivit.

## Låtlista
Alla låtar är skrivna av Billy Corgan.
1. "Stand Inside Your Love" – 4:14
2. "Speed Kills" – 4:51

## Medverkande
- Billy Corgan – sång, gitarr
- James Iha – gitarr
- D'arcy Wretzky – bas (dock inte i musikvideon)
- Jimmy Chamberlin – trummor

## Listplaceringar
| Lista (2000)                       | Högsta position |
| ---------------------------------- | --------------- |
| Australien (ARIA Charts)           | 31              |
| Italien (FIMI)                     | 4               |
| Nya Zeeland (RIANZ)                | 17              |
| Storbritannien (UK Singles Chart)  | 23              |
| Sverige (Sverigetopplistan)        | 43              |
| USA Billboard Hot 100              | 59              |
| USA Modern Rock Tracks (Billboard) | 2               |
| USA Rock Songs (Billboard)         | 11              |